# Coppenhall
Coppenhall is een civil parish in het Engelse graafschap Staffordshire.